# Чемпионат мира по пляжному самбо 2021
1-й лично-командный чемпионат мира по пляжному самбо прошёл в городе Ларнака (Республика Кипр) 27-29 августа 2021 года. Соревнования проводились среди мужчин и женщин. В личных соревнованиях было разыграно 8 комплектов наград (по 4 у мужчин и женщин) и один комплект — в командных соревнованиях. Главным судьёй соревнований был И. Адилов (Узбекистан), главным секретарём — Д. Вышегородцев (Россия).

## Медалисты

### Мужчины
| Весовая категория | Золото                     | Серебро                      | Бронза                                                 |
| ----------------- | -------------------------- | ---------------------------- | ------------------------------------------------------ |
| до 58 кг          | Владислав Сергеев · Россия | Беймбет Канжанов · Казахстан | Габриэль Рима · Румыния Шин Джиён · Республика Корея   |
| до 71 кг          | Рамазан Элаев · Россия     | Матан Иглицки · Израиль      | Александр Чмир · Украина Ласло Сёке · Румыния          |
| до 88 кг          | Максим Иванов · Россия     | Кристиан Бодирлау · Румыния  | Вадим Скрипаль · Украина Ойбек Дусмурадов · Узбекистан |
| свыше 88 кг       | Артур Хапцев · Россия      | Даниэль Натя · Румыния       | Владимир Гажич · Сербия Тимур Самедов · Украина        |

#### Медальный зачёт
| Место          | Страна           | Золото | Серебро | Бронза | Всего |
| -------------- | ---------------- | ------ | ------- | ------ | ----- |
| 1              | Россия           | 4      | 0       | 0      | 4     |
| 2              | Румыния          | 0      | 2       | 2      | 4     |
| 3              | Израиль          | 0      | 1       | 0      | 1     |
| 3              | Казахстан        | 0      | 1       | 0      | 1     |
| 5              | Украина          | 0      | 0       | 3      | 3     |
| 6              | Республика Корея | 0      | 0       | 1      | 1     |
| 6              | Сербия           | 0      | 0       | 1      | 1     |
| 6              | Узбекистан       | 0      | 0       | 1      | 1     |
| Всего стран: 8 | Всего стран: 8   | 4      | 4       | 8      | 16    |

### Женщины
| Весовая категория | Золото                    | Серебро                      | Бронза                                              |
| ----------------- | ------------------------- | ---------------------------- | --------------------------------------------------- |
| до 50 кг          | Полина Крупская · Россия  | Анастасия Безатова · Украина | Анамария Владу · Румыния                            |
| до 59 кг          | Алия Биккужина · Россия   | Снежана Плиш · Украина       | Анда Валвой · Румыния                               |
| до 72 кг          | Ольга Малейка · Румыния   | Вероника Кратюк · Украина    | Татьяна Зенченко · Россия                           |
| свыше 72 кг       | Мария Оряшкова · Болгария | Бьянка Продан · Румыния      | Галина Ковальская · Украина Мария Шекерова · Россия |

#### Медальный зачёт
| Место          | Страна         | Золото | Серебро | Бронза | Всего |
| -------------- | -------------- | ------ | ------- | ------ | ----- |
| 1              | Россия         | 2      | 0       | 2      | 4     |
| 2              | Румыния        | 1      | 1       | 2      | 4     |
| 3              | Болгария       | 1      | 0       | 0      | 1     |
| 4              | Украина        | 0      | 3       | 1      | 4     |
| Всего стран: 4 | Всего стран: 4 | 4      | 4       | 5      | 13    |

### Командные соревнования
| Место          | Страна         | Золото | Серебро | Бронза | Всего |
| -------------- | -------------- | ------ | ------- | ------ | ----- |
| 1              | Россия         | 1      | 0       | 0      | 1     |
| 2              | Украина        | 0      | 1       | 0      | 1     |
| 3              | Румыния        | 0      | 0       | 1      | 1     |
| 3              | Узбекистан     | 0      | 0       | 1      | 1     |
| Всего стран: 4 | Всего стран: 4 | 1      | 1       | 2      | 4     |